# 阿莱克修斯传
《阿莱克修斯传》（羅馬化：Alexias）是一部中世纪历史与传记体作品，约成书于1148年，由拜占庭公主安娜·科穆宁娜撰写，她是科穆宁王朝皇帝阿莱克修斯一世的女儿。该书以一种人为仿古的阿提卡希腊语写成。安娜在书中描述了其父在位期间拜占庭帝国的政治与军事情况，为中世纪盛期的拜占庭提供了重要的历史记载。除其他主题外，《阿莱克修斯传》记录了拜占庭帝国与东征十字军的交流，并强调了12世纪早期东西方世界之间观念的冲突。书中未提及1054年发生的教会大分裂——这是同时代其他作品中非常常见的主题。它记录了拜占庭文化影响力在东西欧日益衰退的过程，尤其是西方世界对其传统地缘范围的介入。《阿莱克修斯传》在14世纪中叶被改写为通俗的中世纪希腊语以提高其可读性，这证明了该作品受到的持续关注。